# 藤原為長
藤原 為長（ふじわら の ためなが、天慶6年（943年）頃? - 寛和2年（986年））は、平安時代中期の貴族。藤原北家良門流、刑部大輔・藤原雅正の子。官位は従五位上・陸奥守。

## 経歴
内蔵頭を経て、天元3年（980年）ごろ陸奥守に任ぜられる。永観2年（984年）慈恵大僧正（良源）が比叡山の西塔に宝幢院を建立しようとして資金不足に悩んでいたところ、為長が国分寺に入った賊を捕えて得た30両を寄付したという逸話がある。寛和2年（986年）陸奥守在任中に没したとされる。
勅撰歌人として『後拾遺和歌集』に和歌作品1首が採録されている。

## 官歴
- 時期不詳：内蔵頭[4]
- 天元3年（980年） 11月3日：見陸奥守[5]
- 寛和2年（986年） 日付不詳：卒去、見陸奥守[6]

## 系譜
『尊卑分脈』による。
- 父：藤原雅正
- 母：藤原定方の娘
- 妻：藤原忠幹の娘
  - 男子：藤原通経
- 生母不詳の子女
  - 男子：藤原公経
  - 男子：藤原信経
  - 男子：藤原頼経